# Odeum van Domitianus
Het Odeum van Domitianus was een theater voor muziekvoorstellingen en voordrachten in het oude Rome.

## Geschiedenis
Het odeum was naar Grieks voorbeeld gebouwd door keizer Domitianus, die na de Grote brand van 80 het verwoeste Marsveld liet herbouwen. Domitianus was liefhebber van de Griekse cultuur en liet het odeum speciaal bouwen om daar muziekwedstrijden en voordrachten te organiseren. Hiernaast traden er ook redenaars op.
In 86 herstelde Domitianus de oude traditie van de Capitolijnse Spelen, die toen naar het voorbeeld van de Olympische Spelen om de vier jaar in Rome werden gehouden. De muzikale onderdelen werden in het odeum gehouden. Het odeum werd gelijktijdig gebouwd met het naastgelegen Stadion van Domitianus, dat tijdens de spelen voor de sportwedstrijden werd gebruikt.

## Het gebouw
Het odeum had waarschijnlijk dezelfde vorm als de andere theaters in de stad, maar was wel kleiner. Het gebouw had een diameter van ongeveer 100 meter. In de Curiosum, een stadsgids uit de 4e eeuw, wordt een capaciteit beschreven van 10.600 loca, wat neerkomt op ongeveer 7.000 toeschouwers. In tegenstelling tot de gewone theaters was het odeum van een dak voorzien om een betere akoestiek te verkrijgen. Het is echter niet duidelijk of het theater in zijn geheel overkapt was of alleen de tribunes.
Cassius Dio wijst Apollodorus van Damascus aan als de architect, maar het is niet duidelijk of dit klopt. Vermoedelijk was hij alleen verantwoordelijk voor een restauratie tijdens het bewind van keizer Trajanus. Het odeum was zeer luxueus ingericht en werd alom bewonderd. De 5e-eeuwse historicus Polemius Silvius beschouwde het zelfs als een van de zeven wonderen van Rome.

## Restanten
Tussen 1936 en 1937 zijn restanten van het podium opgegraven onder enkele gebouwen van de Corso del Rinascimento ten zuiden van het Piazza Navona. Een 8,6 meter hoge zuil van groengeaderd Karystisch marmer afkomstig van de onderste verdieping van het podium is weer opgericht op het kleine Piazza dei Massimi. De halfronde façade van het Palazzo Massimo bewaart de ronde vorm van de cavea van het odeum, dat waarschijnlijk als fundering voor het gebouw is gebruikt.

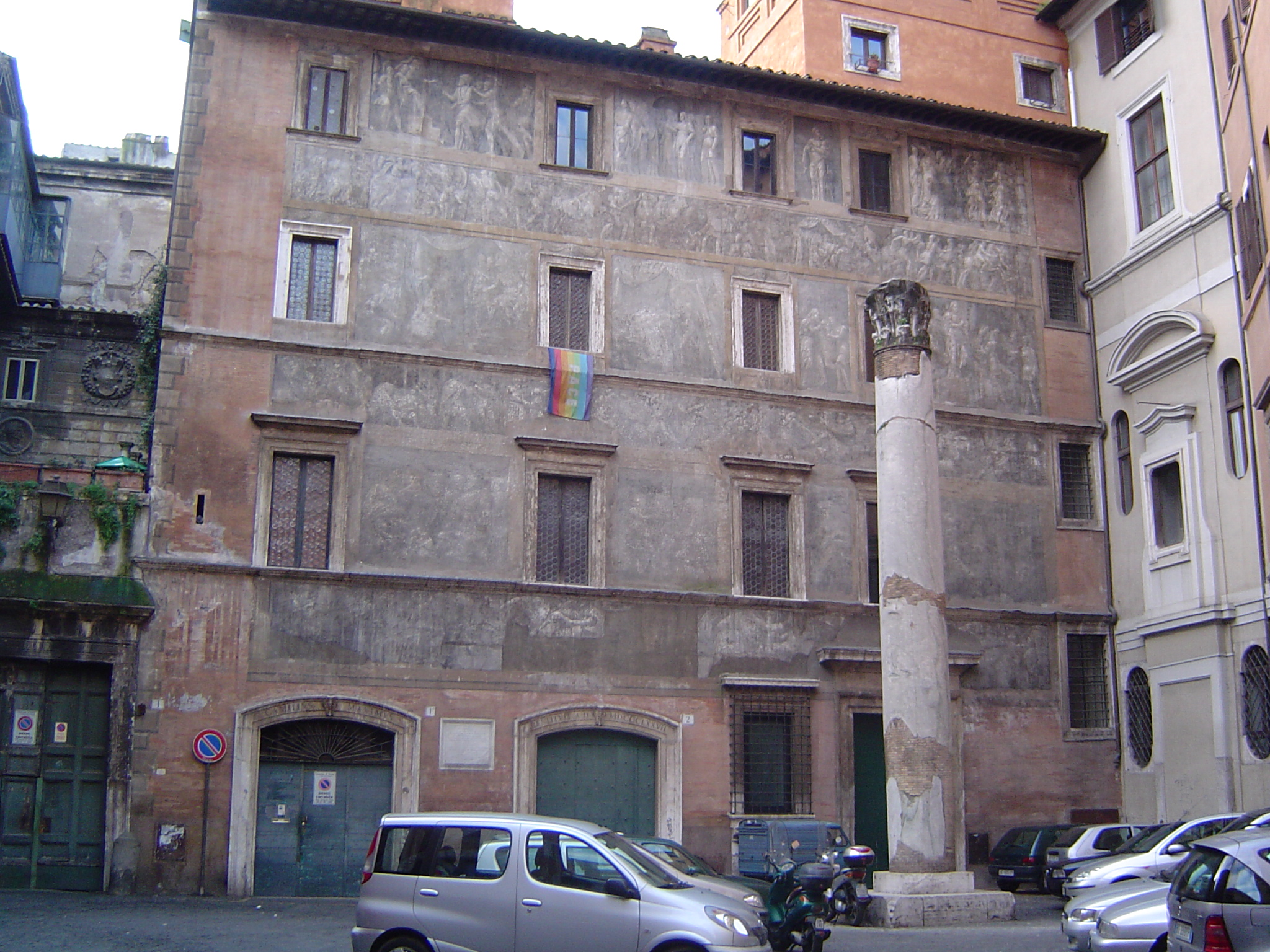
De opgerichte zuil op het Piazza dei Massimi